# Nätmönstrad sjökock
Nätmönstrad sjökock (Callionymus reticulatus) är en fisk i familjen sjökocksfiskar som finns från nordöstra Atlanten till Nordafrika.

## Utseende
Den nätmönstrade sjökocken är långsmal med ett stort, brett huvud och en framåtriktad mun. Den har två ryggfenor, den främre med taggstrålar. Den första taggstrålen är längre än de övriga hos hanen, men skillnaden är inte lika stor som hos randig sjökock. Gällocket har en tagg med tre spetsar, till skillnad från den fläckiga sjökocken, som har fyra. Hanen har både fläckar och ränder på ryggfenorna, på den bakre finns det vanligtvis 4 rader med mörka fläckar, omväxlande med omkring 4 blå band. Motsvarande fena är färglös hos honan. Hanens ovansida är ofta mer eller mindre rödaktig. Honan blir upp till 6,5 cm lång, hanen 11 cm.

## Vanor
Arten är en bottenfisk som lever på mjuka bottnar (sand eller lera) ner till 80 meters djup. Den kan även gå in i brackvatten. Födan består av olika, mindre bottendjur.

### Fortplantning
Den nätmönstrade sjökockens parningstid infaller under sommaren. Leken påminner om den hos randig och fläckig sjökock, med hanen och honan som simmar uppåt buk mot buk medan de avger ägg och mjölke. Både äggen och larverna är pelagiska.

## Utbredning
Arten finns i östra Atlanten från södra Island, västra Norge, runt Brittiska öarna och söderut till Medelhavet och Marocko. Arten har även påträffats utanför Ringhals kärnkraftverk i Varbergs kommun i Halland i södra Sverige.  